# 维拉尔德朗斯
维拉尔德朗斯（法語：Villard-de-Lans，法語發音：[vilaʁ də lɑ̃s]）是法国伊泽尔省的一个市镇，位于该省西南部，属于格勒诺布尔区。

## 地名
该地名“维拉尔德朗斯”意为“朗斯的维拉尔”，“Villard-de-Lans”发音为[vilaʁ də lɑ̃s]，“Lans”的末尾字母“s”发音，《世界地名翻译大辞典》与《世界地名译名词典》将其误译作“维拉尔-德朗”。

## 地理
维拉尔德朗斯（45°4'12"N, 5°33'2"E）面积67.2 平方千米，位于法国奥弗涅-罗讷-阿尔卑斯大区伊泽尔省，韦科尔山区，境内有大型滑雪景区。
与维拉尔德朗斯接壤的市镇（或旧市镇、城区）包括：韦科尔山区欧特朗梅欧德尔、圣于连昂韦科尔、圣马丹昂韦科尔、贝尔纳堡、科朗松昂韦科尔、勒加、朗斯昂韦科尔、朗屈雷勒、圣保罗德瓦尔斯。
维拉尔德朗斯的时区为UTC+01:00、UTC+02:00（夏令时）。

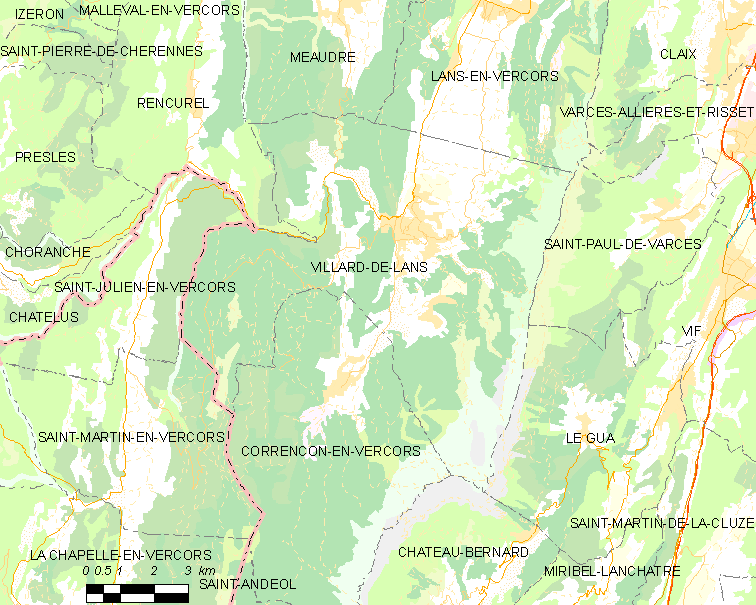
维拉尔德朗斯的OSM定位图

## 行政
维拉尔德朗斯的邮政编码为38250，INSEE市镇编码为38548。

## 政治
维拉尔德朗斯所属的省级选区为方丹-韦科尔县。

## 交通
伊泽尔省省道D106线、D215线、D215B线、D215C线和D531线在境内交汇。

## 人口

1962-2008年间维拉尔德朗斯人口变化图示

维拉尔德朗斯于2022年1月1日时的人口数量为4365人。